# William Walrond (1er baron Waleran)
William Hood Walrond, 1er baron Waleran, (26 février 1849-17 mai 1925), de Bradfield House, Uffculme, Devon, est un homme politique du Parti conservateur britannique qui siège à la Chambre des communes de 1880 à 1906, date à laquelle il est élevé à la pairie. Il est secrétaire parlementaire du Trésor entre 1895 et 1902 et Chancelier du duché de Lancastre entre 1902 et 1905.

## Jeunesse
Il est le fils de John Walrond (1er baronnet) de Bradfield House, Uffculme, Devon et Frances Caroline Hood, la plus jeune fille de Samuel Hood, 2e baron Bridport. Il fait ses études au Collège d'Eton et est capitaine des Grenadier Guards en 1872. Il est lieutenant-colonel dans le 1st Devon Rifle Volunteers et juge de paix et lieutenant adjoint pour le Devon.

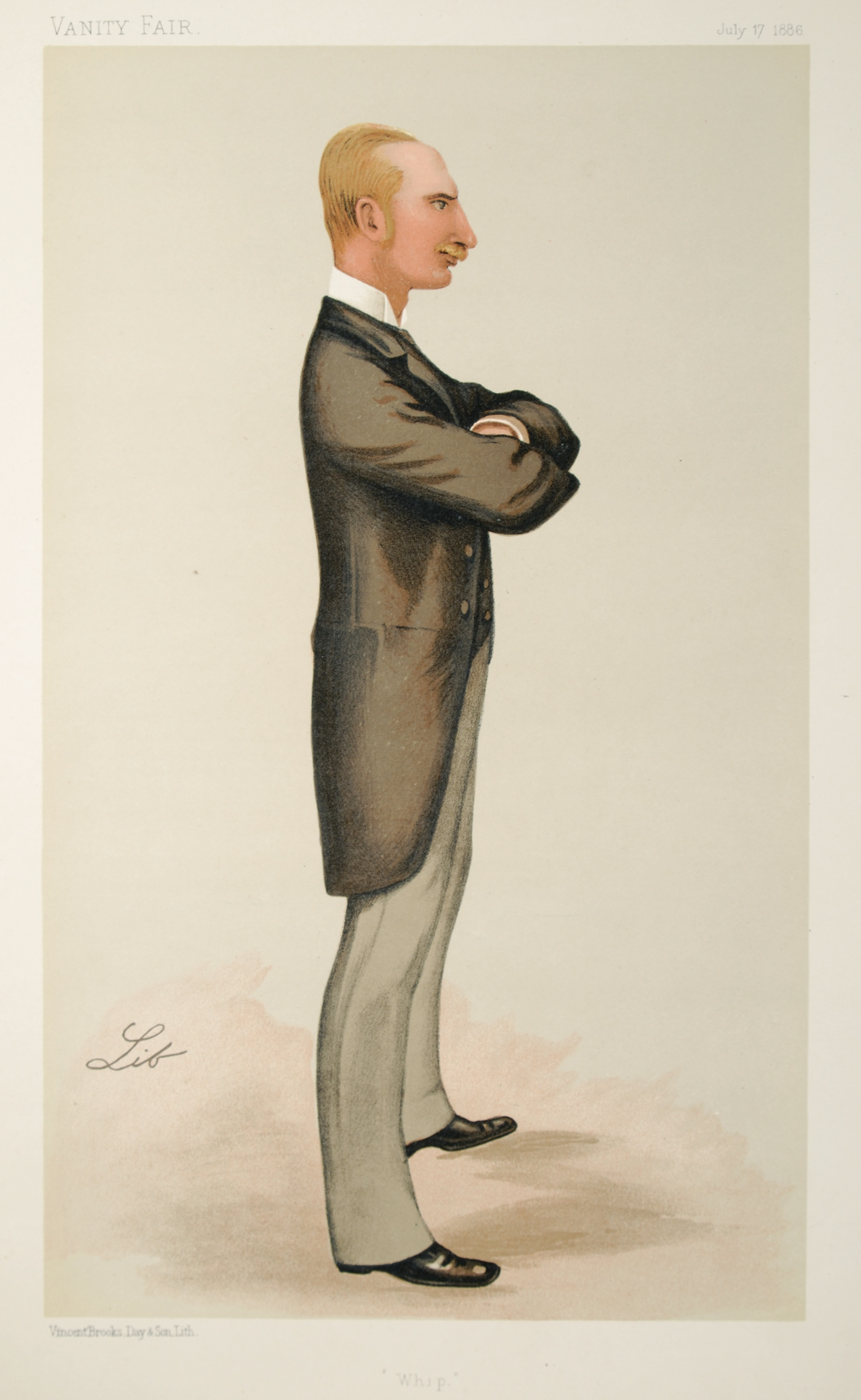
Walrond caricaturé par Lib dans Vanity Fair, 1886

Il est également un joueur de cricket actif. Il est dans le premier XI d'Eton en 1866 et 1867 et joue pour de nombreuses équipes amateurs pendant de nombreuses années, y compris Quidnuncs, I Zingari, Gentlemen of Devon et Marylebone Cricket Club. Il joue un match pour MCC en 1868 qui est classé comme première classe.

## Carrière politique
Il est élu député pour Devonshire Est en 1880 et occupe le siège jusqu'en 1885 quand il est supprimé en vertu de la Loi sur Redistribution des sièges de 1885. Aux élections générales de 1885, il est élu député de Tiverton, siège qu'il conserve jusqu'en 1906. Walrond sert en tant que Lords du Trésor de 1885 à 1886 sous Lord Salisbury, et de 1886 à 1892 sous Salisbury puis sous Arthur Balfour. Il est secrétaire parlementaire du Trésor et whip en chef sous Balfour de 1895 à 1902 et chancelier du duché de Lancastre du 11 août 1902 à 1905. Il est admis au Conseil privé en 1899. En 1889, il succède à son père comme baronnet et en 1905, il est élevé à la pairie en tant que baron Waleran, d'Uffculme dans le comté de Devon.

## Famille
La sœur de Walrond, Mary Caroline Walrond, épouse le lieutenant-colonel George Clay, 3e baronnet, puis le lieutenant-colonel Walter Henry Holbech. Son fils issu de son deuxième mariage, William Holbech, est comme son oncle, joue au cricket de première classe.
Lord Waleran épouse Elizabeth Katharine Pitman en 1871. Leur fils William Walrond succède à son père comme député de Tiverton mais est tué au combat pendant la Première Guerre mondiale. Après la mort d'Elizabeth en octobre 1911, Waleran se remarie avec Hélène Margaret, fille de F.Morrison, en 1913. Waleran est décédé en mai 1925, à l'âge de 76 ans, et son petit-fils, William, lui succède. Lady Waleran est décédée en février 1956.